# Cubo unitario

Cubo unitario

Un cubo unitario è un cubo il cui lato è pari a una unità di misura di lunghezza. Il volume di un tale cubo è pari a una unità di misura di volume e la sua area è pari a sei unità di misura di superficie.
Con il termine cubo unitario si può anche fare riferimento ad un ipercubo in n dimensioni, generalmente definito come l'insieme [0, 1]n nelle ennuple nell'intervallo [0, 1]. La lunghezza della diagonale maggiore di un ipercubo unitario è pari a {\displaystyle {\sqrt {n}}}.